# Jiří Jech
Jiří Jech (* 22. prosince 1975) je český fotbalový rozhodčí. V české nejvyšší soutěži soudcoval 11 sezón (od sezóny 2004/2005 do sezóny 2015/2016, až na sezónu 2014/15), soudcoval 168 zápasů.
V letech 2007 až 2010 byl rozhodčí FIFA, soudcoval kvalifikaci na Mistrovství světa ve fotbale 2010.

## Statistiky
| Sezóna  | Hl. rozhodčí | Asistent | ŽK | ČK |
| ------- | ------------ | -------- | -- | -- |
| 2004/05 | 7            | 0        | 24 | 0  |
| 2005/06 | 17           | 0        | 61 | 4  |
| 2006/07 | 24           | 0        | 89 | 2  |
| 2007/08 | 21           | 0        | 72 | 2  |
| 2008/09 | 21           | 0        | 75 | 2  |
| 2009/10 | 11           | 0        | 30 | 1  |
| 2010/11 | 10           | 0        | 37 | 2  |
| 2011/12 | 15           | 0        | 65 | 4  |
| 2012/13 | 18           | 0        | 55 | 3  |
| 2013/14 | 14           | 0        | 57 | 2  |
| 2015/16 | 14           | 0        | 43 | 1  |